# Jacques Plée
Pour les articles homonymes, voir Plée (homonymie).
 (juin 2019).
Si vous disposez d'ouvrages ou d'articles de référence ou si vous connaissez des sites web de qualité traitant du thème abordé ici, merci de compléter l'article en donnant les références utiles à sa vérifiabilité et en les liant à la section « Notes et références ».
 (avril 2025).
Motif : aucune source secondaire, semble être un acteur de seconds rôles sans réelle notoriété
- Archive Wikiwix
- Bing
- Cairn
- DuckDuckGo
- E. Universalis
- Gallica
- Google
- G. Books
- G. News
- G. Scholar
- Persée
- Qwant
- (zh) Baidu
- (ru) Yandex
- (wd) trouver des œuvres sur Wikidata

| 1. | Préciser le motif de la pose du bandeau. | Précisez le motif de la pose du bandeau en utilisant la syntaxe suivante : {{admissibilité à vérifier\|date=avril 2025\|motif=remplacez ce texte par le motif}}                   |
| 2. | Informer les utilisateurs concernés.     | Pensez à avertir le créateur de l'article, par exemple, en insérant le code ci-dessous sur sa page de discussion : {{subst:avertissement admissibilité à vérifier\|Jacques Plée}} |

Jacques Plée est un acteur français né le 26 juin 1926 à Bordeaux et mort le 15 mars 2018 à Sèvres.

## Filmographie partielle

### Cinéma
- 1955 : Chantage de Guy Lefranc
- 1959 : Pourquoi viens-tu si tard ? de Henri Decoin
- 1961 : La Bride sur le cou de Roger Vadim : réceptionniste de l'hôtel à la montagne
- 1965 : La Grosse Caisse d'Alex Joffé : l'aiguilleur
- 1968 : Les Cracks d'Alex Joffé
- 1973 : Les grands sentiments font les bons gueuletons de Michel Berny
- 1976 : Les vécés étaient fermés de l'intérieur de Patrice Leconte : le concierge
- 1977 : La Menace, d'Alain Corneau : le caissier
- 1977 : Le Gang de Jacques Deray : un employé des chemins de fer
- 1979 : Écoute voir, de Hugo Santiago : le directeur d'Immobloc
- 1981 : Allons z'enfants de Yves Boisset
- 1991 : La Tribu d’Yves Boisset : Vidal
- 1995 : Fiesta de Pierre Boutron : Léon

### Télévision
- 1980 : Médecins de nuit de Peter Kassovitz, épisode : L'usine Castel (série télévisée)

## Théâtre
- 1984: Léocadia de Jean Anouilh, mise en scène de Pierre Boutron, comédie des Champs-Élysées